# Rubén Marcos
Rubén Marcos Peralta (Osorno, 1942. december 6. – 2006. augusztus 14.) chilei válogatott labdarúgó. 

## Pályafutása

### A válogatottban
1963 és 1966 között 43 alkalommal szerepelt a chilei válogatottban és 10 gólt szerzett. Részt vett az 1966-os világbajnokságon és az 1967-es Dél-amerikai bajnokságon.

## Sikerei, díjai
Universidad de Chile
- Chilei bajnok (5): 1962, 1964, 1965, 1967, 1969

Chile
- Dél-amerikai bajnokság bronzérmes (1): 1967